# Szeptember (film)
A Szeptember (eredeti cím: September) 1987-ben bemutatott amerikai film, melyet Woody Allen írt és rendezett. A film az elsősorban filmvígjátékairól ismert rendező kisszámú drámai hangvételű alkotása közé tartozik, valamint Allen nem is tűnik fel benne színészként. A főbb szerepekben Denholm Elliott, Mia Farrow, Elaine Stritch, Jack Warden, Sam Waterston és Dianne Wiest látható.

## Cselekmény
|  | Alább a cselekmény részletei következnek! |

A film, amely végig egy vidéki házban játszódik, beteljesületlen szerelmek sokszöge. A ház tulajdonosa Lane, aki sikertelen öngyilkossági kísérlete után költözött oda. Úgy tervezi, hogy eladja az ingatlant és visszamegy New Yorkba, ahol folytatja fotós karrierjét.
Meglátogatja legjobb barátnője, a kétgyermekes, rossz házasságban élő Stephanie és egykori színésznő anyja, Diana, aki férjével, a fizikus Lloyddal érkezik. A házban állandó vendég a közeli szomszéd, a franciatanár Howard és a nyárra odaköltözött író, Peter. Lane szerelmes Peterbe, aki viszont Stephanie-ba szeret bele. Peter és Stephanie érzései kölcsönösek. Howard Lane-t szereti. A nagyhangú Diana azt akarja, hogy Peter írja meg az életrajzát, de Lane azt szeretné, ha ez nem történne meg, mert nem akar reflektorfénybe kerülni.
A beszélgetésekből kiderül, hogy Lane gyerekkorában lelőtte nevelőapját, egy maffiózót, aki rendszeresen verte édesanyját. Egyik este Diana partit ad. A viharban áramszünet lesz és a gyertyafényben, az alkoholtól felbátorodva mindenki megteszi a maga szerelmi vallomását: Howard Lane-nek, Peter Stephie-nak, Lane Peternek. Lane visszautasítja Howardot, Peter pedig őt. Peter és Stephanie szeretik egymást, de a nőnek vissza kell mennie gyerekeihez és férjéhez.
Másnap reggel megérkezik az ingatlanügynök és két vevő, hogy megszemléljék az eladásra váró házat. Lane meglátja a csókolózó Petert és Stephanie-t. Diana közli, hogy Lane nem adhatja el a házat, mert ő és Lloyd költözik oda. Lane veszekedni kezd vele és emlékezteti, hogy mindig csak magával törődött. Ekkor derül ki, hogy korábbi szeretőjét Diana lőtte le, a gyerek Lane csak azért vállalta magára a gyilkosságot, mert az ügyvédek ezt tanácsolták neki. Lane-n és Stephanie-n kívül mindenki elhagyja a házat. Stephanie arra buzdítja a kétségbeesett Lane-t, hogy térjen vissza New Yorkba, és ott folytassa életét.
|  | Itt a vége a cselekmény részletezésének! |

## Szereplők
| Színész         | Szerep      | Magyar hang         |
| --------------- | ----------- | ------------------- |
| Denholm Elliott | Howard      | Avar István         |
| Dianne Wiest    | Stephanie   | Básti Juli          |
| Mia Farrow      | Lane        | Majsai-Nyilas Tünde |
| Elaine Stritch  | Diane       | Béres Ilona         |
| Sam Waterstone  | Peter       | Rátóti Zoltán       |
| Jack Warden     | Lloyd       | Dobránszky Zoltán   |
| Rosemary Murphy | Mrs. Mason  | Tóth Judit          |
| Ira Wheeler     | Mr. Raines  | Bitskey Tibor       |
| Jane Cecil      | Mrs. Raines | Mednyánszky Ági     |

## Érdekességek
Allen kétszer forgatta le a filmet. A rendező eredetileg Sam Shepardnak szánta Peter szerepét – Christopher Walkennel is leforgatott pár jelenetet, de őt végül nem találta alkalmasnak a szerepre. Továbbá Maureen O'Sullivan lett volna Diane, Charles Durning pedig Howard. Miután Allen befejezte a film vágását, úgy döntött, újraírja és új szereplőkkel ismét leforgatja azt. Később kijelentette, hogy szeretne egy harmadik változatot is elkészíteni a filmből.
A Lane-t alakító Mia Farrow a film készítésének időpontjában Woody Allennel élt együtt.